# USCA Foot
USCA Foot is een Malagassische voetbalclub uit de hoofdstad Antananarivo.

## Erelijst
Landskampioen
Winnaar (2) : 1969, 2005
Beker van Madagaskar
Winnaar (1) : 2005
Runner-up (3) : 2004, 2006, 2007